# ヘーシェ・メスダフ＝ファン・カルカー
ヘーシェ・メスダフ＝ファン・カルカー（Geesje Mesdag-van Calcar、1850年7月2日 - 1936年4月12日）は、オランダの画家である。「ハーグ派」の画家、タコ・メスダフの配偶者になった。

## 略歴
オランダ北部、フローニンゲン州のホーヘザント（Hoogezand）で医者の娘に生まれた。1878年から1882年の間、フローニンゲンの美術学校（Academie Minerva）で学んだ後、1882年に銀行家で「ハーグ派」の有力な画家、ヘンドリック・ウィレム・メスダフの兄のタコ・メスダフ（1829-1902）と結婚した。夫とともに風景画家のパウル・ハブリエルに学んだ。夫とデン・ハーグに住み、夏の間はフローニンゲンに近いドレンテ州のTynaarloの別荘「huize Rezzago（Rezzagoの家）」で暮らした。義理の弟、ヘンドリック・ウィレム・メスダフの夫妻も定期的にこの別荘に滞在した。ハーグの避暑地スヘフェニンゲンやドレンテ州、北ブラバント州、北ホラント州の風景を描いた。1904年に北ホラント州のコルテンホーフ（Kortenhoef）にスタジオを開いた。
1902年に夫が亡くなった後、フローニンゲン美術館に多くのハーグ派の画家たちの絵画を寄贈し、美術館の2室はヘーシェ・メスダフ＝ファン・カルカーによって装飾されたが、ハーグ派への関心が失われるようになった後、展示品は倉庫に収蔵された。

## 作品

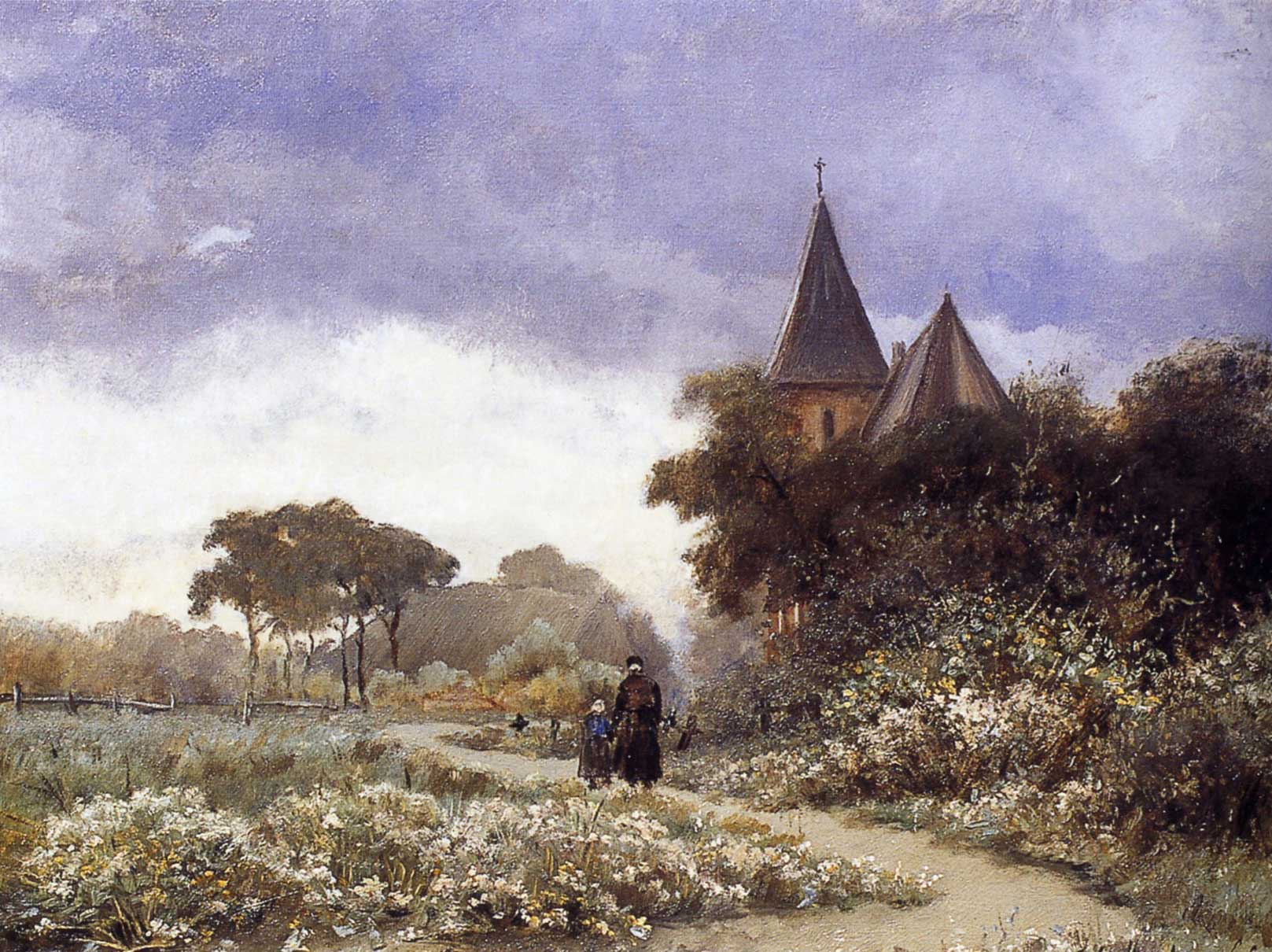
ボニファティウス教会のあるフリースの眺め
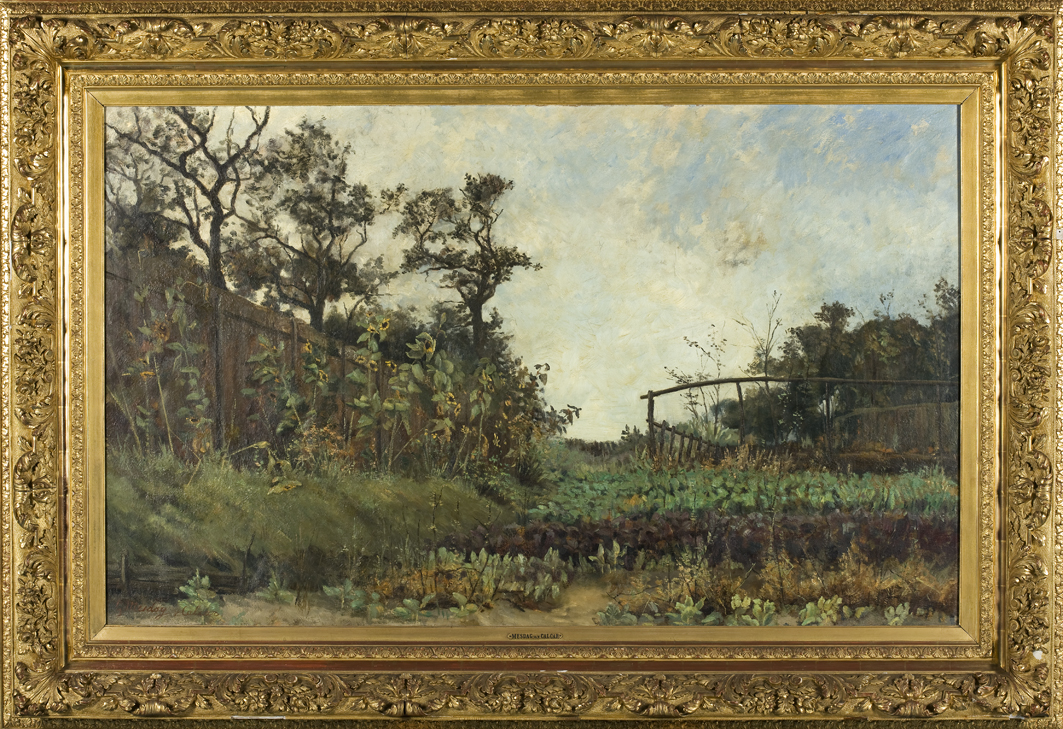
庭園
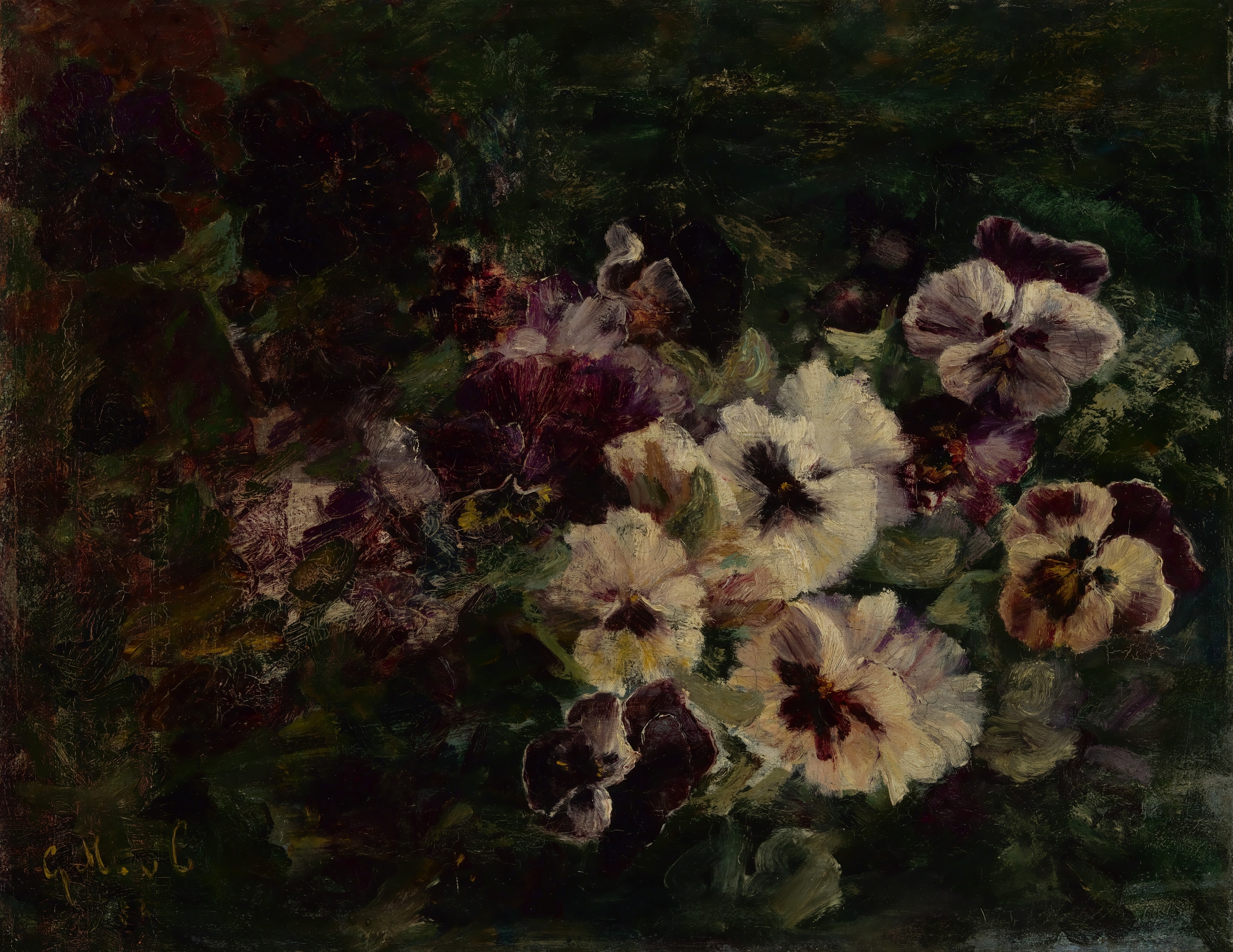
パンジーのある静物画(1882)